# ボルシッパ
座標: 北緯32度23分31.19秒 東経44度20分30.08秒 / 北緯32.3919972度 東経44.3416889度

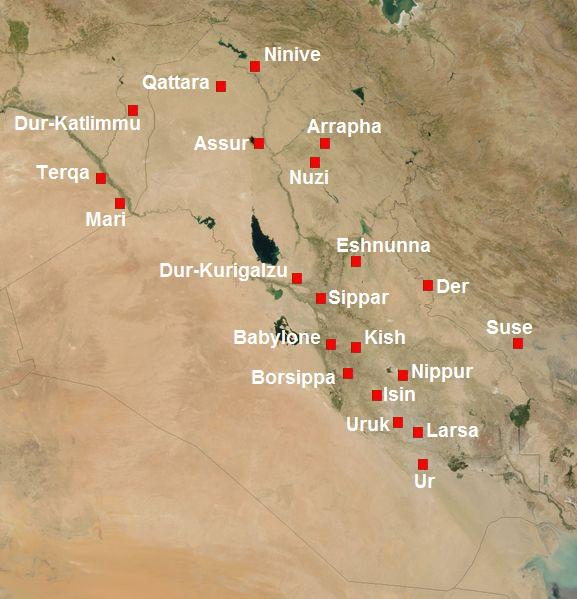
紀元前2千年紀のメソポタミア

ボルシッパ（Borsippa、シュメール語: Ba-ad-DUR-si-a-ab-ba = Badursiabba、「海の角」、アッカド語: Barzipa）はシュメールの重要な古代都市。現在のイラク中部の考古遺跡ビルス・ニムルド（Birs Nimrud）にあたる。バビロンの南西20キロメートルのユーフラテス川の東側にあり、市の北から西にかけては湖があった。湖の湾が角のように小さく切れ込んでいることから、「海の角」という名になったとされる。
現在、遺跡はビルス・ニムルドと呼ばれており、旧約聖書の創世記に登場するニムロド王と関連付けられている。この遺跡には「舌の塔」と呼ばれるジッグラトが残っており、現存する古代メソポタミアのジッグラトの中でも最も鮮明に当時の様子が分かるジッグラトとなっている。これはタルムードやアラブ人の文化の中ではバベルの塔の跡地とされている。

## 歴史
ボルシッパの名は、ウル第三王朝期からセレウコス朝時代、さらにイスラム教初期までの様々な記録の中に、主にバビロン市との関係で言及されている。ボルシッパはバビロンに服属する街で、土着の王の主都とはなることがなかった。紀元前9世紀以降、ボルシッパより南方のバビロニア南部はカルデアの地となってきた。
ボルシッパ市の都市神はナブー（Nabu）といい、ボルシッパのエジダ神殿（E-zida、「正しい家」）に住むとされた。ナブーはアモリ人由来の神で、バビロニアに入り書記の守護神となった。当初はバビロンの都市神マルドゥック（Marduk）の家臣とされていたが、後に息子とされている。こうしたことからボルシッパはバビロンの弟分の都市にあたるとみられる。バビロニアの新年祭にはナブーがボルシッパからバビロンの父のもとへ向かうという行事があった。
ウル第三王朝期にはボルシッパはトゥトゥ神（ナブーの別名）の崇拝の中心地であったことがわかるが、後に都市神はナブーへと変わった。「昼の太陽の街」バビロンに対して、ボルシッパは「夜の太陽の街」であり、バビロンと同じような建物や行列道路が築かれ、バビロンと対になる存在であった。バビロンとボルシッパの間は運河で結ばれていた。ボルシッパは亜麻布の産地であり、大きなコウモリが多数住むことでも知られていた。

## 遺跡

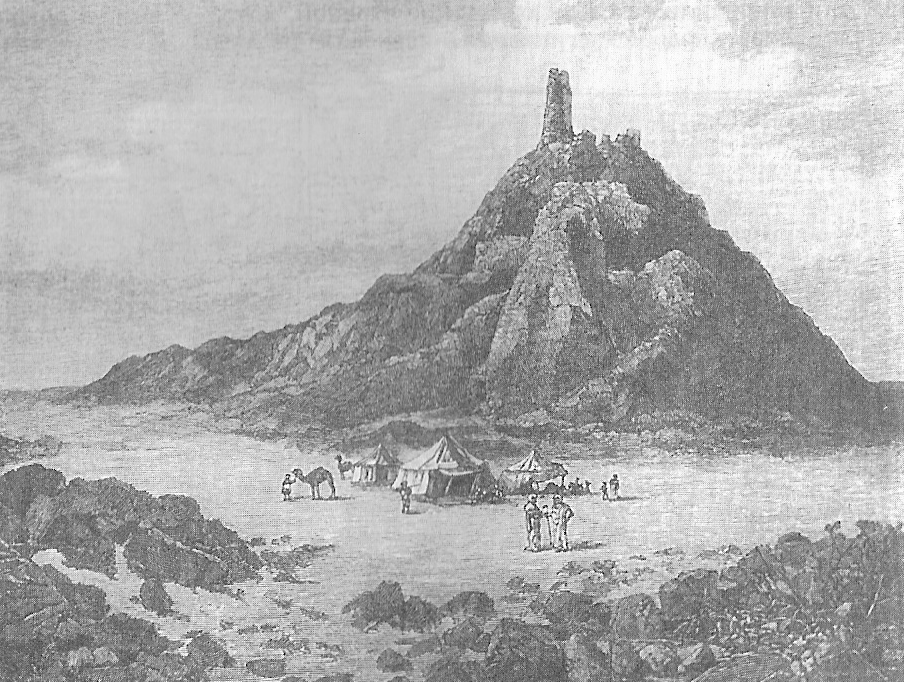
ビルス・ニムルド遺跡（ボルシッパ）の発掘、20世紀初頭

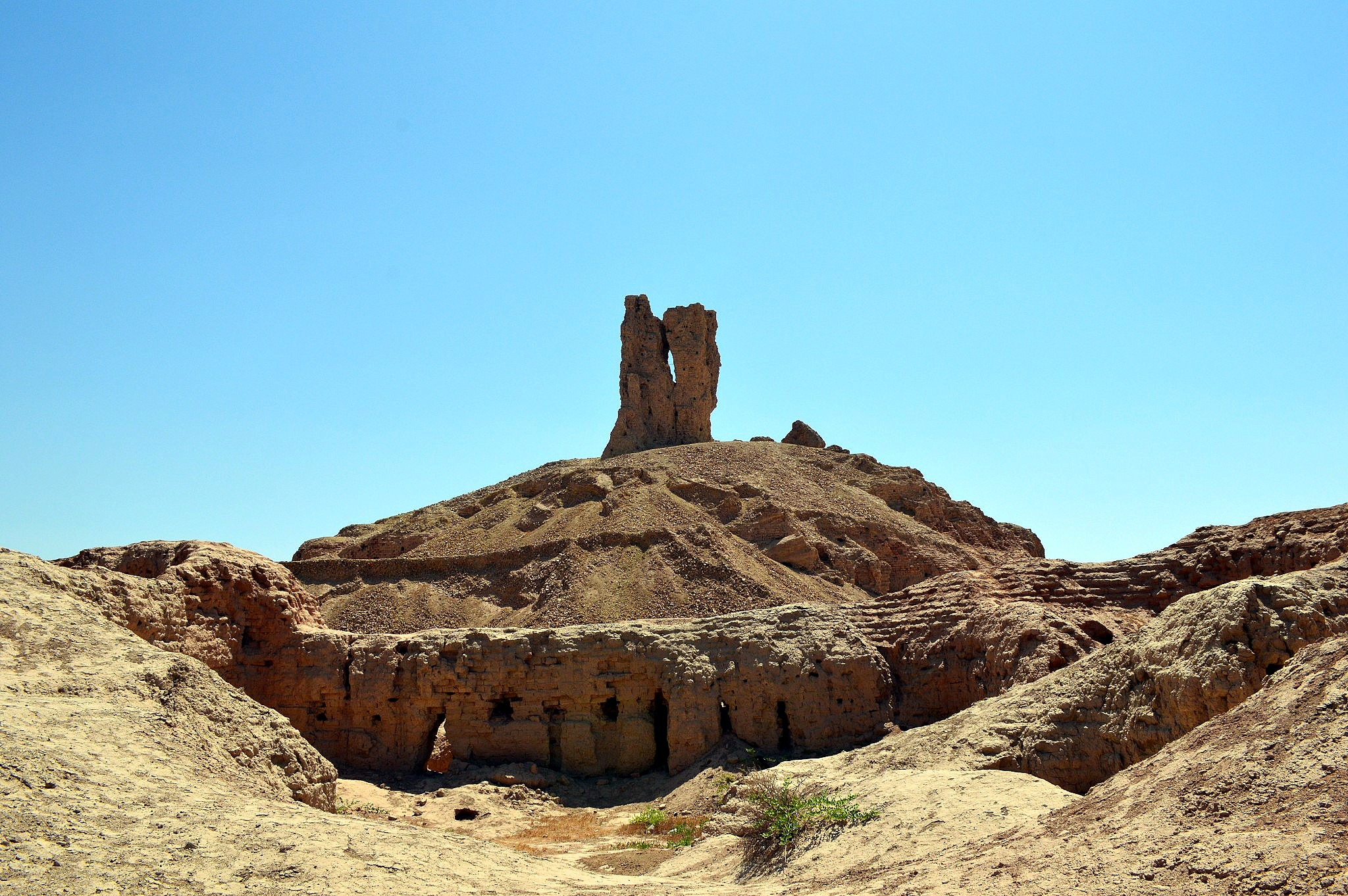
ビルス・ニムルド遺跡にあるジッグラト。頂上に古代のナブー神殿の廃墟である「舌の塔」と呼ばれる建造物がある

ボルシッパの遺跡の特徴は、印象的なジッグラトの廃墟にある。19世紀半ばにはヘンリー・ローリンソンによる調査が始まり、以後何度か英国人考古学者らによる調査はなされている。1980年以来、オーストリアのインスブルック大学が主導する調査チームが組織的な調査と発掘を行ってきたが、イラク戦争で中断している。イラク戦争後は遺跡の警備が行き届かず、イラク国外からの訪問者らによる組織的盗掘も報告されている。
法律や行政、天文学などに関する楔形文字を刻んだ粘土板が多数ボルシッパから発掘されているが、その多くは盗掘され闇市場に流れている。ボルシッパの最盛期を築いたネブカドネザル2世の碑文である「ボルシッパ碑文」には、彼がいかにボルシッパにあるナブー神の「七層の神殿」を、「尊いラピスラズリのレンガ」で修復したかが刻まれている。これはおそらく青色の釉薬をかけた彩色レンガを用いて神殿を装飾したと考えられる。オーストリアの考古学調査班は、ネブカドネザルのジッグラトは紀元前2千年紀に遡る小さい塔の廃墟を包むようにして建てられたとしている。完成したときには高さは70メートルに達し、七層になっていた。廃墟となった現在でも、ジッグラトは平らな地上から52メートルの高さでそびえたっている。碑文の書かれた神殿の礎石も発掘されており、ネブカドネザル2世がバビロンのジッグラト（現在は基礎のみが残る）と同じ設計でボルシッパのジッグラトを設計したことが書かれている。別の碑文にはナブーの塔を天に届かせようとネブカドネザル2世が宣言したとも書かれている。
エジダ神殿には図書館があったとみられる。ニネヴェに大図書館を築いたアッシュールバニパル王は諸都市から貴重書を集めさせたが、その命令文の中にはエジダ神殿も言及されている。考古学者らは、これまで見つかった粘土板文書のほかにも、神殿付属の図書館や文書庫が遺跡内に埋まっているとみて発掘を続けている。

## 関連文献
- Dietz-Otto Edzard u.a.: Reallexikon der Assyriologie und vorderasiatischen Archäologie, Bd. 1, de Gruyter, Berlin 1993, ISBN 3-11-004451-X; S. 427-428
- R. Koldewey: Die Tempel von Babylon und Borsippa. WVDOG 15. Berlin 1911. ISSN 0342-118X
- W. Allinger-Csollich: Birs Nimrud I. Die Baukörper der Ziqqurat von Borsippa, ein Vorbericht. Baghdader Mitteilungen 22 (BaM). Berlin 1991, 383–499, ISSN 0418-9698
- W. Allinger-Csollich: Birs Nimrud II. „Tieftempel“ – „Hochtempel“. Vergleichende Studien Borsippa-Babylon. Baghdader Mitteilungen 29 (BaM), Berlin 1998, 95–330